# 何园
何園，又名寄啸山庄，位于中华人民共和国江苏省扬州市徐凝门大街66号，被誉为“晚清第一园”。1988年列为第三批全国重点文物保护单位。同时还是国家AAAA级旅游景区以及国家重点公园。

## 简介
何园始建于清同治元年（1862年），光绪元年（1875年）建成，历时十三载。为湖北漢黃德道道台何芷舠所建之私人园林，故而俗称“何园”。园主何芷舠取陶渊明《归去来兮辞》中名句“倚南窗以寄傲，审容膝之易安”与“登东皋以抒啸，临清流而赋诗”，题园名为“寄啸山庄”。光绪九年（1883年）又将吴氏片石山房并入园内。民国时期，何氏家道中落，住宅易主，园亦残败，曾一度改为游乐场。
何园是一座大型住宅园林，由后花园、园居院落、片石山房、何家祠堂组成，是清代后期扬州园林的代表作。设计者巧妙地用双层折廊分划了前宅与后园的空间，楼廊高低曲折，回缘于各厅堂、住宅之间成为交通上的纽带，经复廊可通全园。双层廊的主要一段取游廊与复道相结合的形式，中间夹墙上点缀着什锦空窗，颇具特色。何园的造园技巧，是通过假山的布置，在平原地区造成峰峦叠嶂的观感。
何园正门原在南侧的花园巷，该巷东西走向，南北两侧均为带有园林的豪宅，在扬州知名度甚高。1970年代花园巷被废弃后，何园正门改到东侧的徐凝门大街。2014年，作为南河下历史街区保护的一部分，花园巷东段重新辟通，何园南侧正门亦计划恢复使用。